# Yasutake Funakoshi
Yasutake Funakoshi (舟越 保武, Funakoshi Yasutake), né le 7 décembre 1912 et décédé le 5 février 2002, est un peintre et sculpteur japonais.

## Biographie
Funakoshi naît dans ce qui est à présent la ville d'Ichinohe dans la préfecture d'Iwate au nord du Honshū. Il fréquente ensuite le collège de Morioka où le peintre Shunsuke Matsumoto est un de ses camarades. En 1939 Funakoshi rejoint la Shin Seisaku Kyōkai (新制作協会, « Association pour un nouvel art ») et participe à l'organisation de la section sculpture. En compagnie de Matsumoto il organise une exposition commune à Morioka en 1941, les deux artistes restent amis jusqu'à la mort prématurée de Matsumoto en 1948.
En 1950 Funakoshi présente la sculpture Azalea à la 14e exposition de la Shin Seisaku Kyōkai. La sculpture est ensuite acquise par le ministère de l'éducation. La même année, il se convertit au catholicisme et sa nouvelle foi se révèle avoir une profonde influence sur son travail qui commence à présenter des motifs chrétiens. De 1958 à 1962, il crée les sculptures Vingt-six martyrs du Japon et plus tard Hara-no-Jo (原の城, samouraï chrétien). Il se voit décerner le prix Takamura Kōtarō (高村光太郎賞受賞) pour la première sculpture et le pape Paul VI l'honore de l'Ordre de Saint-Grégoire-le-Grand en 1964. En 1972 il est couronné du prix Nakahara-Teijirō (中原悌二郎賞) pour la dernière sculpture,.
En plus de son travail en tant qu'artiste, Funakoshi exerce également comme professeur dans la deuxième partie de sa vie. De 1967 à 1980, il est professeur à l'université des arts de Tokyo (東京藝術大学, Tōkyō Geijutsu Daigaku) et de 1980 à 1983 à l'Université des beaux-arts Tama (多摩美術大学, Tama bijutsu daigaku). Après sa retraite en 1983, il est nommé professeur honoraire à l'Université des Arts de Tokyo. En 1987, il est victime d'un accident vasculaire cérébral qui le contraint dès lors à travailler de la main gauche. Funakoshi meurt à Tokyo en 2002 à l'âge de 89 ans,.
Parmi d'autres œuvres bien connues de Funakoshi figurent les sculptures Printemps et la Statue de Tatsuko. Il reçoit le prix Hasegawa Hitoshi pour Printemps qui est installée en 1977 sur le pont Heimai à Kushiro. La Statue de Tatsuko est une statue en bronze doré située au bord du lac Tazawa où elle est dévoilée le 12 avril 1968,.
Le sculpteur Katsura Funakoshi est son fils.

## Source de la traduction
- (en) Cet article est partiellement ou en totalité issu de l’article de Wikipédia en anglais intitulé « Yasutake Funakoshi » (voir la liste des auteurs).